# Фернандес, Виктор Мануэль (кардинал)
Виктор Мануэль Фернандес (исп. Víctor Manuel Fernández; род. 18 июля 1962, Альсира-Хихена, Аргентина) — аргентинский куриальный кардинал. Ректор Католического университета Аргентины c 15 декабря 2009 по 25 апреля 2018. Титулярный архиепископ Тибурнии с 13 мая 2013 по 2 июня 2018. Архиепископ Ла-Платы со 2 июня 2018 по 1 июля 2023. Префект Дикастерии доктрины веры с 1 июля 2023. Председатель Международной теологической комиссии и Папской Библейской Комиссии с 1 июля 2023. Кардинал-дьякон с титулярной диаконией Санти-Урбано-э-Лоренцо-а-Прима-Порта с 30 сентября 2023.